# جيف باكر
جيف باكر هو مشرع وسياسي أمريكي، ولد في 3 يناير 1967 في براونز فالي في الولايات المتحدة. نشط حزبياً في الحزب الجمهوري. وقد انتخب عضو مجلس نواب مينيسوتا ‏.